# Meinrad Spieß
Meinrad Spieß, imię świeckie Matthäus (ur. 24 sierpnia 1683 w Honsolgen, zm. 12 czerwca 1761 w Irsee) – niemiecki kompozytor i teoretyk muzyki, benedyktyn (OSB).

## Życiorys
Mając 11 lat rozpoczął naukę w szkole przy opactwie benedyktyńskim w Irsee, gdzie uczył się łaciny i muzyki. Śpiewał też w chórze klasztornym. W 1702 roku złożył śluby zakonne, a w 1707 roku przyjął święcenia kapłańskie. W latach 1709–1712 przebywał we Włoszech, gdzie pobierał lekcje muzyki u Giuseppe Antonio Bernabeiego. Po powrocie do klasztoru objął funkcję dyrektora muzyki, którą sprawował do 1749 roku. Od 1743 roku był członkiem założonego przez Wawrzyńca Krzysztofa Mitzlera Correspondierende Societät der musicalischen Wissenschaften w Lipsku. Komponował głównie muzykę religijną, w tym msze, motety, offertoria, psalmy, litanie. Znaczna część jego dorobku zaginęła. 
Opublikował traktat pt. Tractatus musicus compositorio-practicus. Das ist, musicalischer Tractat, in welchem alle gute und sichere Fundamenta zur musicalischen Composition aus denen alt- und neuesten besten Autoribus herausgezogen, zusammen getragen, gegen einander gehalten, erklaret, und mit untersetzten Exemplen dermassen klar und deutlich erlautert werden (wyd. Augsburg 1745). Dzieło to stanowi rodzaj kompendium wiedzy z zakresu teorii i estetyki muzycznej, sporą jego część poświęcił autor wykładowi teoretycznych podstaw kompozycji wraz z przykładami. Zaopatrzone zostało w słowniczek oraz indeksy alfabetyczny i tematyczny. Spieß prezentował jako teoretyk stanowisko konserwatywne, traktując muzykę jako sztukę matematyczną i przedkładając tradycyjne skale kościelne nad system dur-moll, preferował surowy styl w duchu Palestriny. Uważał, że podczas nabożeństw wierni powinni śpiewać pieśni w języku narodowym.